# Golovinomyces cichoracearum

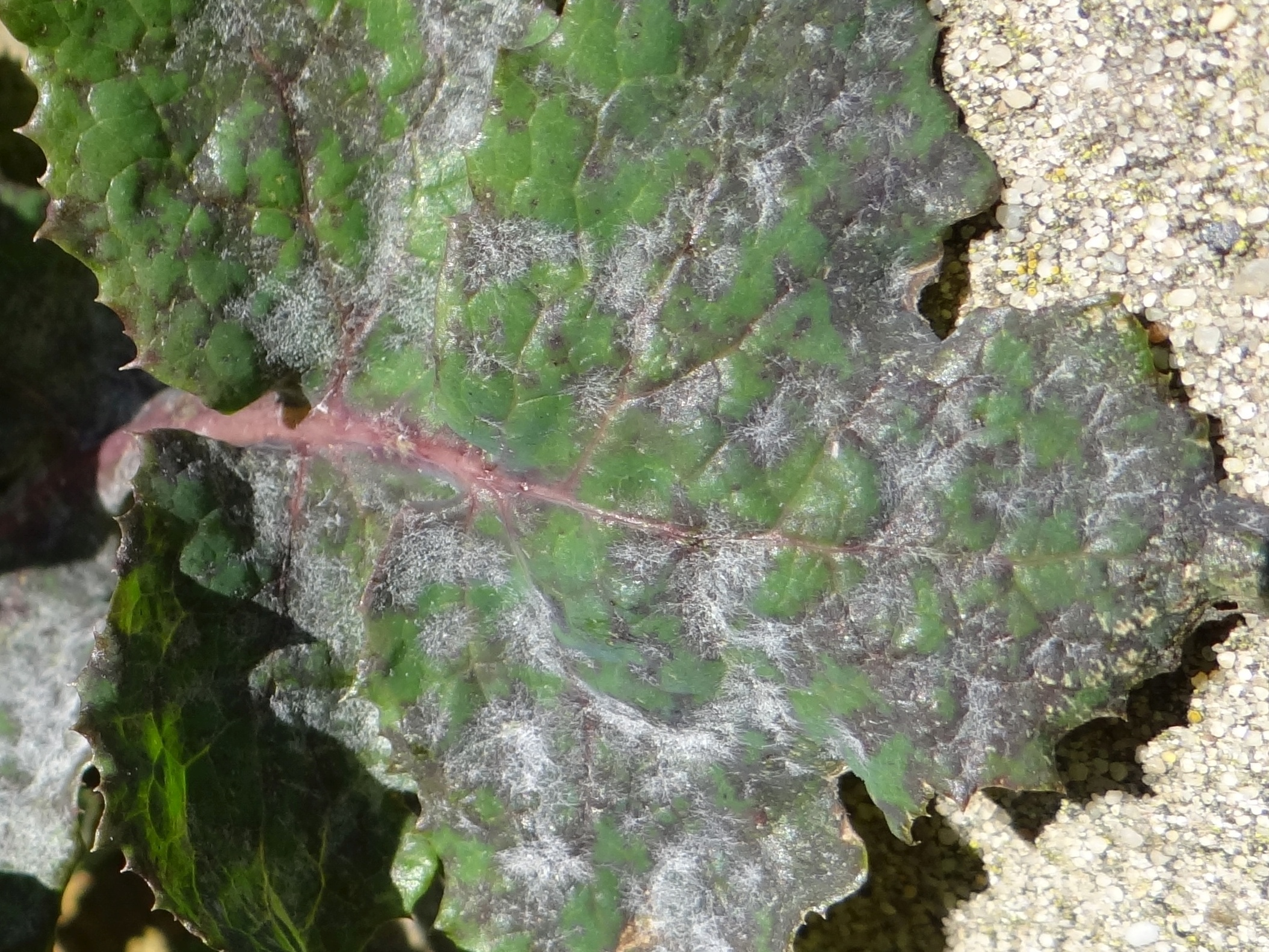
Grzybnia na górnej stronie liścia mlecza zwyczajnego

Golovinomyces cichoracearum (DC.) V.P. Heluta – gatunek grzybów należący do rodziny mączniakowatych (Erysiphaceae). Występuje głównie na licznych gatunkach roślin z rodziny astrowatych. Pasożyt obligatoryjny wywołujący grzybowe choroby roślin o nazwie mączniak prawdziwy astrowatych i mączniak prawdziwy ziemniaka.

## Systematyka i nazewnictwo
Pozycja w klasyfikacji według Index Fungorum: Golovinomyces, Erysiphaceae, Erysiphales, Leotiomycetidae, Leotiomycetes, Pezizomycotina, Ascomycota, Fungi.
Po raz pierwszy takson ten zdiagnozował w 1805 roku Augustin Pyramus de Candolle nadając mu nazwę Erysiphe cichoracearum Obecną, uznaną przez Index Fungorum nazwę nadał mu w 1988 roku V.P. Heluta, przenosząc go do rodzaju Golovinomyces.
Niektóre synonimy:
- Erysiphe cichoracearum DC. 1821 var. cichoracearum
- Erysiphe cichoracearum var. latispora U. Braun 1983
- Erysiphe cichoracearum var. luvungae M.S. Patil & Maham. 1999
- Erysiphe cichoracearum var. saussureae Y.S. Paul & V.K. Thakur 2006
- Erysiphe cichoracearum var. transvaalensis G.J.M. Gorter & Eicker 1983
- Golovinomyces cichoracearum (DC.) V.P. Heluta 1988 var. cichoracearum
- Golovinomyces cichoracearum var. latisporus (U. Braun) U. Braun 1999
- Golovinomyces cichoracearum var. transvaalensis (G.J.M. Gorter & Eicker) U. Braun 1999
- Oidium latisporum U. Braun 1982

Lektotyp: na Scorzonera hispanica we Francji.

## Morfologia
Grzyb mikroskopijny. Cienka lub średniogruba grzybnia rozwija się głównie na powierzchni liści i łodyg, do komórek skórki zapuszcza tylko ssawki. Wygląda jak biały, mączysty nalot, jest rozproszona lub tworzy skupiska. Strzępki proste lub pofalowane, o długości 50–90 μm i średnicy 4–8 μm. Konidiofory cylindryczne, wzniesione, lub z zakrzywioną podstawą. Ich bazowa komórka ma długość 40–140 μm, zazwyczaj 50–80 μm i średnicę 9–15 μm. Oprócz niej są jeszcze 1–3 krótsze, nieco baryłkowate komórki o długości około 10–30 μm. Konidia powstają w łańcuszkach. Są elipsoidalno-jajowate i mają wymiary 25–42 × 14–22 μm. Strzępki rostkowe wyrastają na szczycie zarodników, są proste i średniej długości. Kuliste klejstotecja tworzą się w grupkach, lub w rozproszeniu. Mają średnicę (65–) 85–160 (–200) μm i ściany zbudowane z nieregularnych komórek o średnicy około 8–25 μm, czasami do 30 μm. Przyczepki liczne, wyrastające z dolnej połowy klejstotecjum, rzadko z górnej. Mają zmienną długość równą 0,5–4 średnic klejstotecjum, najczęściej 0,5–2 średnic. Często są splątane ze strzępkami grzybni i z sobą. Są gładkie, septowane, cienkościenne, początkowo przezroczyste i bezbarwne (hialinowe), potem o barwie od blado do ciemnobrązowej, czasami zabarwione na brązowo tylko w górnej części, a w dolnej hialinowe. Worki w liczbie 5–25 w jednym klejstotecjum, siedzące lub na bardzo krótkich trzonkach. Mają wymiary (35–) 50–80 (–90) × (20–) 25–45 (–55) μm. W każdym worku powstaje po 2 lub 3, rzadko 4, elipsoidalno-jajowate lub podkowiaste askospory o wymiarach 18–30 × 11–20 μm.
Golovinomyces cichoracearum jest trudny do odróżnienia od Golovinomyces artemisiae. Obydwa gatunki występują na różnych gatunkach bylic. G. cichoracearum odróżnia się mikroskopowo kształtem i wielkością konidiów oraz bardzo krótkimi przyczepkami.

## Występowanie
Jest szeroko rozprzestrzeniony. Poza Antarktydą i Australią występuje na wszystkich kontynentach oraz na wielu wyspach. W Polsce jest pospolity, w polskim piśmiennictwie naukowym pod nazwą Erysiphe cichoracearum podano liczne jego stanowiska.
Opisano jego występowanie na około 230 gatunkach zaliczanych do 50 rodzajów roślin należących do rodziny astrowatych. Poza tym odnotowano jego występowanie na roślinach zaliczanych do rodzajów Abelmoschus (malwowate), Antirrhinum i Dipitalis (trędownikowate) oraz na jesionie wyniosłym (oliwkowate) i na ziemniakach.